# Елізабет (Індіана)
Елізабет (англ. Elizabeth) — місто (англ. town) в США, в окрузі Гаррісон штату Індіана. Населення — 199 осіб (2020).

## Географія
Елізабет розташований за координатами 38°7′26″ пн. ш. 85°58′23″ зх. д. / 38.12389° пн. ш. 85.97306° зх. д. (38.123871, -85.972964).  За даними Бюро перепису населення США в 2010 році місто мало площу 0,43 км², уся площа — суходіл. В 2017 році площа становила 0,68 км², уся площа — суходіл.

## Демографія
Згідно з переписом 2010 року, у місті мешкали 162 особи в 62 домогосподарствах у складі 44 родин. Густота населення становила 378 осіб/км².  Було 73 помешкання (170/км²).
Расовий склад населення:
| - 96,3 % — білих - 1,2 % — чорних або афроамериканців - 0,6 % — корінних американців - 1,2 % — осіб інших рас |

До двох чи більше рас належало 0,6 %. Частка іспаномовних становила 1,2 % від усіх жителів.
За віковим діапазоном населення розподілялося таким чином: 27,2 % — особи молодші 18 років, 53,7 % — особи у віці 18—64 років, 19,1 % — особи у віці 65 років та старші. Медіана віку мешканця становила 33,9 року. На 100 осіб жіночої статі у місті припадало 97,6 чоловіків;  на 100 жінок у віці від 18 років та старших — 100,0 чоловіків також старших 18 років.
Середній дохід на одне домашнє господарство  становив 58 040 доларів США (медіана — 45 500), а середній дохід на одну сім'ю — 65 619 доларів (медіана — 50 417). За межею бідності перебувало 7,1 % осіб, у тому числі 14,3 % дітей у віці до 18 років та 0,0 % осіб у віці 65 років та старших.
Цивільне працевлаштоване населення становило 106 осіб. Основні галузі зайнятості: освіта, охорона здоров'я та соціальна допомога — 42,5 %, виробництво — 13,2 %, публічна адміністрація — 9,4 %, науковці, спеціалісти, менеджери — 9,4 %.